# أندريه غيرمان
أندريه غيرمان (4 أكتوبر 1941 - 25 فبراير 2021) طبيب وسياسي من مولدوفا شغل منصب وزير الصحة.